# Grohnder Fähre
Die heute betriebene Grohnder Fähre wurde 1931 bereitgestellt, um die Fährverbindung der Orte Grohnde und Frenke in Niedersachsen über die Weser weiterhin sicherzustellen.

## Geschichte
Nachdem die im 15. und 16. Jahrhundert bestehende Grohnder Weserbrücke im Dreißigjährigen Krieg zerstört wurde, sichert seit 1633 eine Fähre die Verbindung. Ursprünglich war dies eine Stak- und Ruderfähre, später eine Niedrigseil-Fähre und seit 1922/23 eine Hochseilfähre wie heute.

## Technische Daten
Die Grohnder Fähre hat eine Länge von 24,50 Metern und eine Breite von 6,50 Metern bei einem Leertiefgang von 0,40 Metern. Das Fährboot transportiert Fahrräder, Pkw und andere Fahrzeuge bzw. bis zu 45 Personen über die Weser, bei einer Zuladung von 12,9 Tonnen.
Als Gierseilfähre wird die Grohnder Fähre lediglich durch Schrägstellung des Fährbootes, die sogenannte Gierstellung, und somit durch die Strömung der Weser angetrieben.

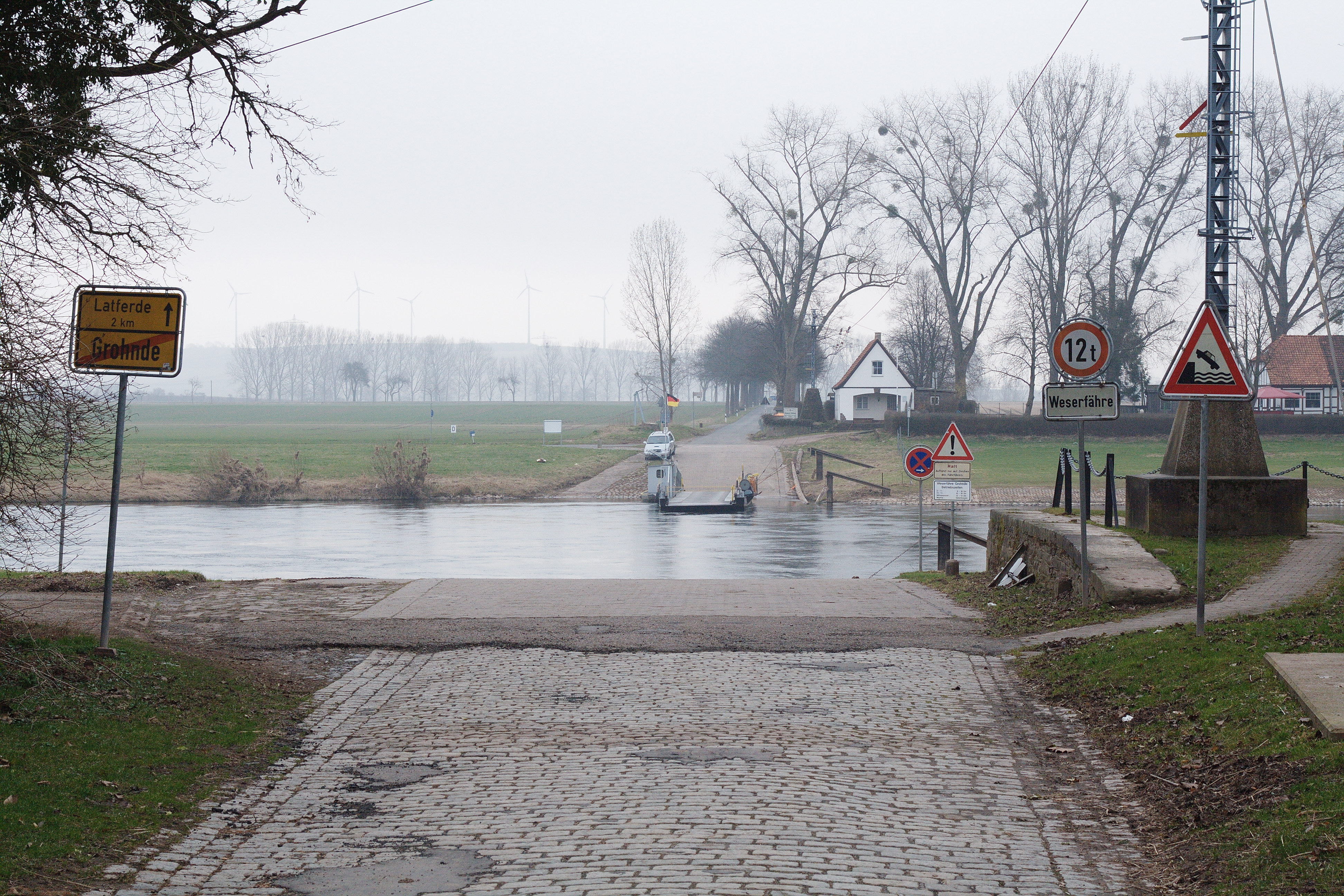
Fährverbindung von Grohnde gesehen
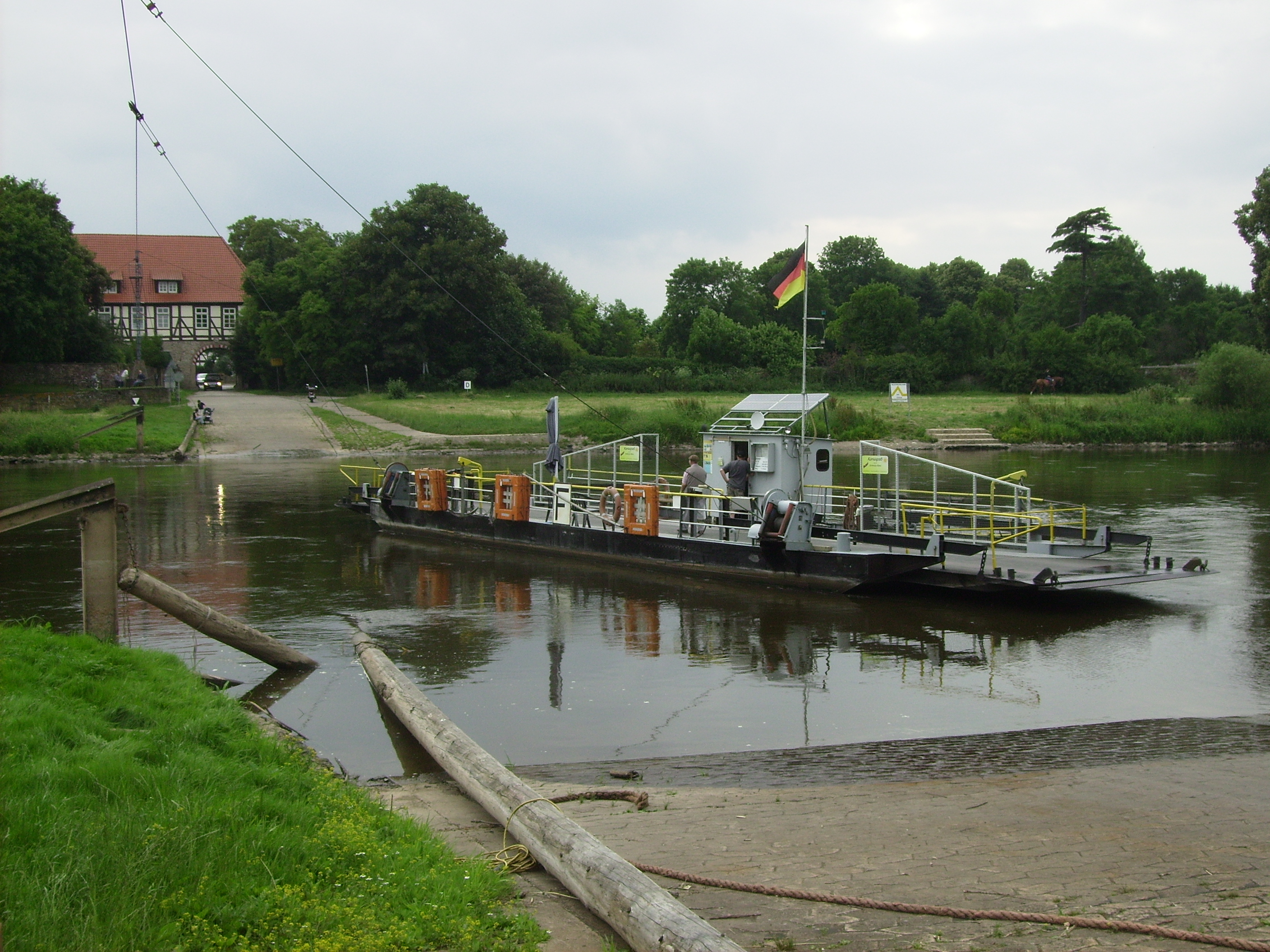
Fähre von Frenker Seite gesehen
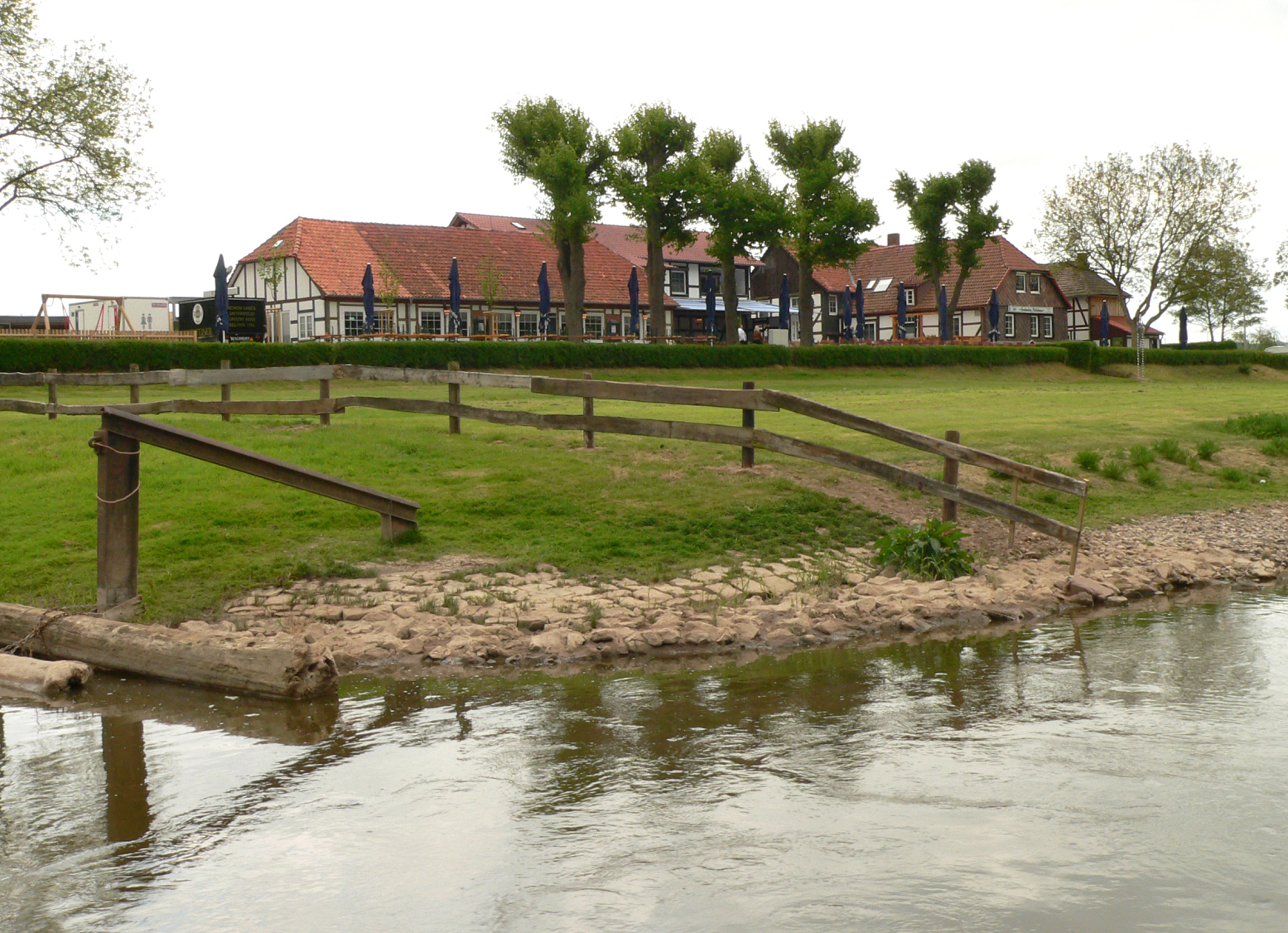
Gaststätte an der Grohnder Fähre
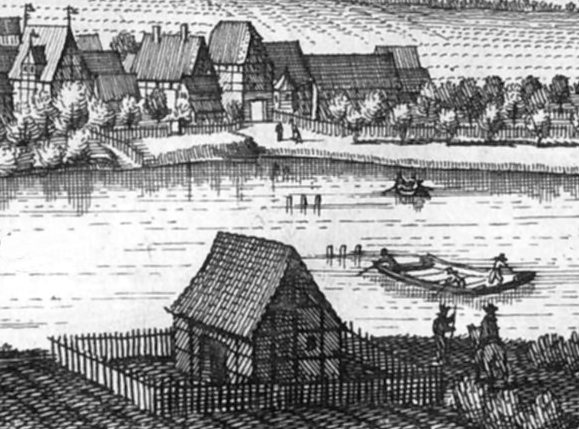
Merian-Stich der Grohnder Fähre mit einer gestakten Wagenfähre und einem Fährboot, 1654
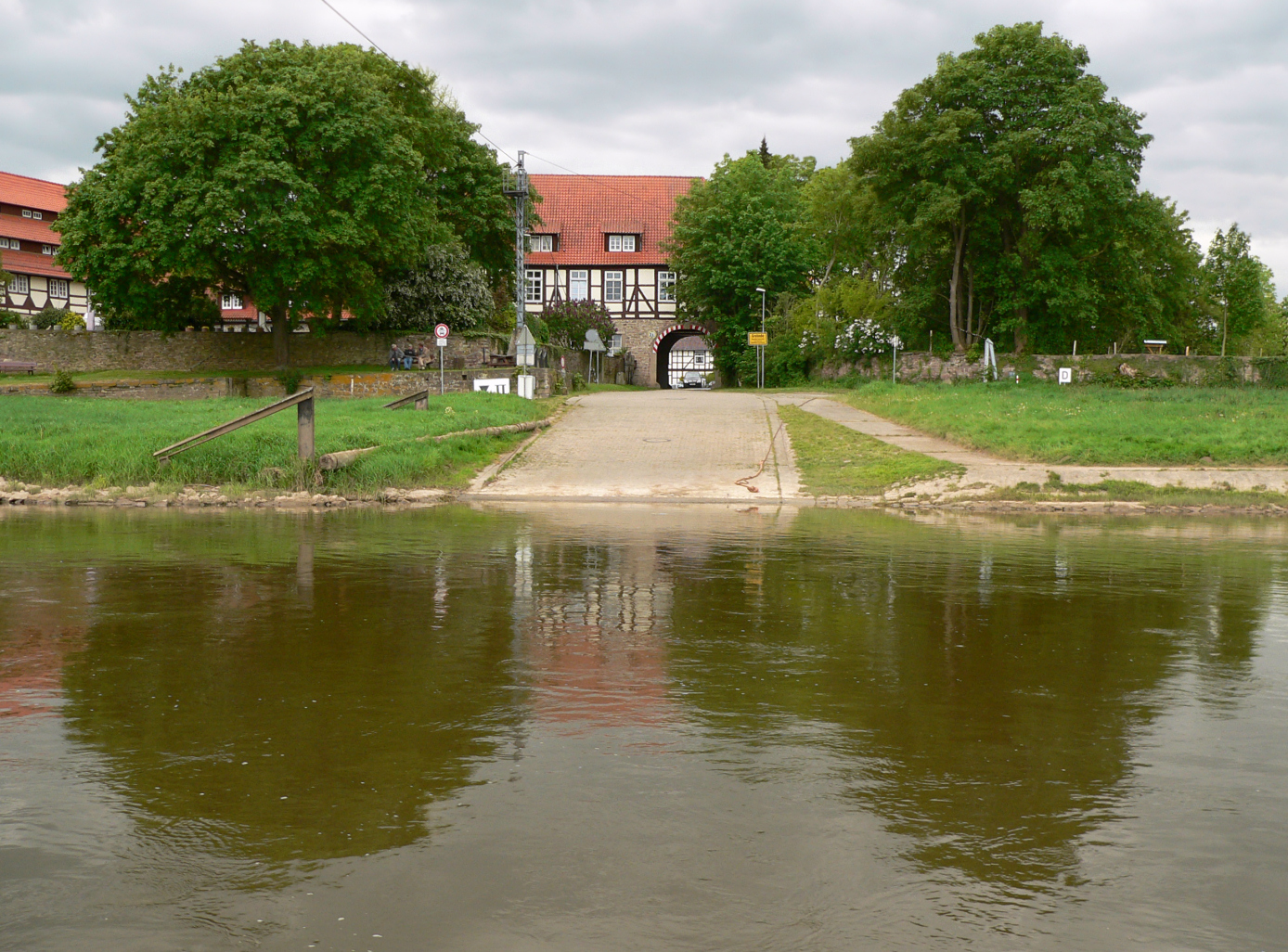
Blick in Richtung Grohnde